# Seselopsis
Seselopsis là chi thực vật có hoa trong họ Apiaceae.